# Álvaro Quirós
Pour les articles homonymes, voir Quirós (homonymie).
Álvaro Quirós, né le 21 janvier 1983 à San Roque est un golfeur espagnol.

## Biographie
Passé professionnel en 2004, il évolue sur le Challenge Tour où il remporte un tournoi. En 2006, il obtient lors du tournoi de qualification sa carte pour évoluer la saison suivante sur le Circuit Européen. Pour sa première saison, il parvient à remporter son premier titre, lors de l'Alfred Dunhill Championship. L'année suivante, il remporte de nouveau un tournoi, le Portugal Masters. En 2009, il remporte en janvier le Commercialbank Qatar Masters, tournoi assez richement doté et attire ainsi la plupart des meilleurs joueurs mondiaux. Il remporte ensuite en 2010 l'Open d'Espagne, puis en 2011 deux victoires, toutes les deux à Dubaï: le Omega Dubai Desert Classic puis le Dubai World Championship, le dernier tournoi de la saison.
C'est seulement en 2017, après 109 tournois, qu'il gagne un nouveau titre, le Rocco Forte Open, après deux trous de play-of face au sud-africain Zonder Lombard.